# Panasonic Panthers 2013-2014
Questa voce raccoglie le informazioni riguardanti i Panasonic Panthers nella stagione 2013-2014.

## Stagione
I Panasonic Panthers partecipano alla stagione 2013-14 senza alcuna denominazione sponsorizzata.
Ottengono un primo posto nella regular season di V.Premier League, grazie al quale partecipano ai play-off scudetto, dove vincono in finale contro i JT Thunders il quinto titolo nazionale della propria storia. In Coppa dell'Imperatore vengono invece eliminati in semifinale, sconfitti dai Toray Arrows, mentre si aggiudicano per l'undicesima volta il Torneo Kurowashiki grazie a un altro successo sui JT Thunders.

## Organigramma societario
Area direttiva
- Presidente: Masayuki Haruta

Area tecnica
- Allenatore: Masashi Nanbu
- Assistente allenatore: Koichiro Shimbo, Masanori Kimura, Yosuke Murashima, Yasushi Adachi

## Rosa
| N° | Nome             | Ruolo | Data di nascita   | Nazionalità sportiva |
| -- | ---------------- | ----- | ----------------- | -------------------- |
| 1  | Kunihiro Shimizu | O     | 11 agosto 1986    | Giappone             |
| 2  | Hideomi Fukatsu  | P     | 1º giugno 1990    | Giappone             |
| 3  | Shin'ya Yamazoe  | C     | 23 maggio 1987    | Giappone             |
| 4  | Yuki Ito         | S     | 23 giugno 1987    | Giappone             |
| 5  | Sogo Watanabe    | S     | 21 luglio 1990    | Giappone             |
| 6  | Kenji Shirasawa  | C     | 21 maggio 1984    | Giappone             |
| 7  | Takuya Yamamoto  | L     | 11 agosto 1988    | Giappone             |
| 8  | Shinji Kawamura  | S     | 2 maggio 1978     | Giappone             |
| 10 | Kou Tanimura     | S     | 15 agosto 1982    | Giappone             |
| 11 | Masayuki Ikeda   | O     | 4 giugno 1991     | Giappone             |
| 12 | Aki Morita       | C     | 5 febbraio 1982   | Giappone             |
| 13 | Yusuke Matsuta   | C     | 31 ottobre 1982   | Giappone             |
| 15 | Tatsuya Fukuzawa | S     | 1º luglio 1986    | Giappone             |
| 16 | Takahisa Otake   | P     | 12 giugno 1984    | Giappone             |
| 17 | Takeshi Nagano   | L     | 11 luglio 1985    | Giappone             |
| 18 | Dante do Amaral  | S     | 30 settembre 1980 | Brasile              |

## Statistiche

### Statistiche di squadra
| Competizione          | Punti | In casa | In casa | In casa | In trasferta | In trasferta | In trasferta | Totale | Totale | Totale |
| Competizione          | Punti | G       | V       | P       | G            | V            | P            | G      | V      | P      |
| --------------------- | ----- | ------- | ------- | ------- | ------------ | ------------ | ------------ | ------ | ------ | ------ |
| V.Premier League      | 42    | ?       | ?       | ?       | ?            | ?            | ?            | 32     | 24     | 8      |
| Coppa dell'Imperatore | -     | -       | -       | -       | -            | -            | -            | 3      | 2      | 1      |
| Torneo Kurowashiki    | -     | -       | -       | -       | -            | -            | -            | 6      | 6      | 0      |
| Totale                | -     | ?       | ?       | ?       | ?            | ?            | ?            | 41     | 32     | 9      |

G = partite giocate; V = partite vinte; P = partite perse

### Statistiche dei giocatori
| Giocatore    | V.Premier League | V.Premier League | V.Premier League | V.Premier League | V.Premier League |
| Giocatore    | P                | PT               | AV               | MV               | BV               |
| ------------ | ---------------- | ---------------- | ---------------- | ---------------- | ---------------- |
| D. do Amaral | 30               | 424              | 356              | 52               | 16               |
| H. Fukatsu   | 32               | 70               | 21               | 36               | 13               |
| T. Fukuzawa  | 32               | 541              | 472              | 48               | 21               |
| M. Ikeda     | 1                | 0                | 0                | 0                | 0                |
| Y. Ito       | 32               | 29               | 25               | 4                | 0                |
| S. Kawamura  | 32               | 49               | 45               | 3                | 1                |
| Y. Matsuta   | 32               | 87               | 49               | 37               | 1                |
| A. Morita    | 1                | 2                | 1                | 1                | 0                |
| T. Nagano    | 31               | 0                | 0                | 0                | 0                |
| T. Otake     | 32               | 6                | 0                | 5                | 1                |
| K. Shimizu   | 31               | 546              | 467              | 48               | 31               |
| K. Shirasawa | 32               | 233              | 139              | 88               | 6                |
| K. Tanimura  | 32               | 3                | 2                | 1                | 0                |
| S. Watanabe  | 32               | 43               | 35               | 3                | 5                |
| T. Yamamoto  | 32               | 0                | 0                | 0                | 0                |
| S. Yamazoe   | 32               | 64               | 44               | 17               | 3                |

P = presenze; PT = punti totali; AV = attacchi vincenti; MV = muri vincenti; BV = battute vincenti

NB: Non sono disponibili i dati relativi alla Coppa dell'Imperatore, al Torneo Kurowashiki e di conseguenza quelli totali